# Цајларн
Цајларн (њем. Zeilarn) општина је у њемачкој савезној држави Баварска. Једно је од 31 општинског средишта округа Ротал-Ин. Према процјени из 2010. у општини је живјело 2.201 становника. Посједује регионалну шифру (AGS) 9277154.

## Географски и демографски подаци
Цајларн се налази у савезној држави Баварска у округу Ротал-Ин. Општина се налази на надморској висини од 399–506 метара. Површина општине износи 28,9 km². У самом мјесту је, према процјени из 2010. године, живјело 2.201 становника. Просјечна густина становништва износи 76 становника/km².

## Међународна сарадња
| Мјесто  | Држава   | Врста сарадње | Од    |
| ------- | -------- | ------------- | ----- |
| Цајлерн | Аустрија | партнерство   | 1988. |
| Извор   |          |               |       |